# Philippe Jaenada
Œuvres principales
Le Chameau sauvage
Le Cosmonaute
 La Petite femelle
La Serpe
Compléments
Sulak
Philippe Jaenada, né le 25 mai 1964 à Saint-Germain-en-Laye, est un écrivain français.

## Biographie
Philippe Jaenada est né à Saint-Germain-en-Laye où ses grands-parents maternels possédaient le restaurant Le Grand Cerf. Issu d’une famille de pieds-noirs récemment revenue d’Algérie, il grandit dans une banlieue pavillonnaire, à Morsang-sur-Orge en Essonne. Après des études scientifiques, il s’installe à Paris en 1986 où il enchaîne les petits boulots pendant plusieurs années. Sa première nouvelle est publiée en 1990 dans L'Autre Journal. Ses sept premiers romans sont d'inspiration autobiographique. Outre ses livres, il a écrit des articles pour le magazine Voici pendant plusieurs années, avant d’arrêter en 2022 pour se concentrer pleinement à ses romans. Avec sa compagne Anne-Catherine Fath, ils ont un fils, Ernest, né en août 2000. Habitant le 10e arrondissement, il a ses habitudes au Bistrot Lafayette.

## Écriture
Dans un style souvent humoristique, Philippe Jaenada se raconte dans ses sept premiers romans largement inspirés par sa propre vie. Il y raconte les péripéties d’un Parisien toujours muni de son sac matelot et habitué des bars de quartier « dans un déluge de phrases, de parenthèses, de digressions, avec un esprit d'une vivacité peu commune qui ne cesse de jouer à saute-mouton. Dans le drame, il n'oublie jamais la dérision, se mettant en scène en train d'écrire comme un forcené. » Il se tourne vers le fait divers dans ses ouvrages suivants : Bruno Sulak (Sulak), Pauline Dubuisson (La Petite femelle) et Georges Arnaud (La Serpe, inspiré du triple assassinat du château d'Escoire). Tout en conservant son style caractéristique et ses anecdotes autobiographiques, il entreprend pour ces trois ouvrages un important travail de recherches archivistiques.
Ces ouvrages lui ont valu de recevoir divers prix littéraires, notamment le prix de Flore 1997 pour son premier roman, (Le Chameau sauvage), et le prix Femina en 2017 pour La Serpe.

## Controverse
Dans ses mémoires, Jean-Paul Le Tensorer, ancien contrôleur général de la police nationale, s'inscrit en faux contre le portrait de Bruno Sulak fait par Jaenada. Celui-ci décrit le malfaiteur comme « charmeur, généreux et intègre » et évoque sa tentative d'évasion de mars 1984 — au cours de laquelle un complice de Sulak a été abattu par les policiers — en mettant en cause formellement la version de la police. Le Tensorer, qui participa à l'opération comme chef de groupe de répression du banditisme au SRPJ de Bordeaux, réfute le récit de Jaenada, le qualifiant de « ramassis de contre-vérités » et « d'allégations totalement fausses ».

## Œuvres
- Le Chameau sauvage, Julliard, 1997 – Prix Alexandre-Vialatte et prix de Flore 1997
- Néfertiti dans un champ de canne à sucre, Julliard, 1999
- La Grande à bouche molle, Julliard, 2001
- Le Cosmonaute, Grasset, 2002
- Vie et mort de la jeune fille blonde, Grasset, 2004
- Les Brutes, avec Dupuy et Berbérian, Éditions Scali, 2006
- Déjà vu, avec Thierry Clech, Éditions PC, 2007
- Plage de Manaccora, 16 h 30, Grasset, 2009
- La Femme et l'Ours, Grasset, 2011
- Sulak, Julliard, 2013 – Prix d'une vie du Parisien magazine  2013 ; Grand Prix des lycéennes d'Elle  2014. Nommé en 2014 aux Globes de Cristal dans la catégorie Meilleur roman-essai.
- La Petite Femelle, Julliard, 2015
- Spiridon Superstar, Steinkis, 2016
- La Serpe, Julliard, 2017 – Prix Femina 2017
- Au printemps des monstres, Mialet Barrault, 2021
- Sans preuve et sans aveu, Mialet Barrault, 2022, 256 p.  (ISBN 9782080291233)
- La désinvolture est une bien belle chose, Mialet-Barrault Éditeurs, 2024, 487 p.  (ISBN 978-2-0804-2729-8).

## Adaptations audiovisuelles
- 2002 : A+ Pollux[9], film français réalisé par Luc Pagès, adaptation du roman Le Chameau sauvage
- 2021 : La Petite Femelle, téléfilm de Philippe Faucon adapté du roman éponyme